# Massimo Ciavarro
Massimo Ciavarro (* 7. November 1957 in Rom) ist ein italienischer Schauspieler.

## Leben
Ciavarro, gutaussehend und blondgelockt, war seit 1972 in Fotoromanen zu sehen, unter denen vor allem der wöchentlich fortgesetzte „Grand Hotel“ ihn bekannt machte. Von einem ersten Auftritt 1976 in der Sexy Comedy Sorbole… che romagnola! abgesehen, spielte er sich zwischen 1983 und 1988 in die Herzen vor allem weiblicher Fans, als er in etlichen Kinofilmen (meist mit Ferienbezug) und Fernsehfilmen seine (eingeschränkten) mimischen Fähigkeiten als herzensbrechender Frauenschwarm einbrachte. Auch in der Fernseh-Adaption des Grand Hotel als Show und im Theater (in Molières Amphitryon) war er zu sehen. Danach widmete er sich vor allem wieder Fotoromanen.
In den Jahren 1990er Jahren zog er sich weitgehend vom Schauspiel zurück, betrieb einen Bauernhof und wirkte im Baugewerbe, bevor er seine Karriere wieder aufnahm. Als Schauspieler und nun auch Produzent war er in erster Linie für Fernsehserien aktiv. Auch einige Reality-Formate sahen ihn als prominenten Teilnehmer.
2015 veröffentlichte Ciavarro seine Autobiografie, La forza di cambiare. Er war von 1983 an zwanzig Jahre lang der Lebensgefährte der Schauspielerin Eleonora Giorgi, mit der er die zweiten zehn Jahre auch verheiratet war. Ihr Sohn Paolo (* 1991) ist ebenfalls Schauspieler.

## Filmografie (Auswahl)
- 1976: Sorbole… che romagnola!
- 1983: Die flotten Teens von Rimini (Vai alla grande)
- 1989: Fiori di zucca
- 1999: Commesse (Fernsehserie)
- 2016: Come fai sbagli (Fernseh-Miniserie)